# Ridijus Steponavičius
 Ridijus Steponavičius  (ur. 7 lutego 1966) – litewski koszykarz, występujący na pozycji skrzydłowego; od 1990 koszykarz Spójni Stargard, od 1991 Wisły Kraków, od 1994 w BC Szawle (LKL), następnie w Panevezys Techasas (LKL).

## Życiorys
W 1990 Ridijus Steponavičius w wieku 25 lat koszykarską karierę zawodową rozpoczął w Polsce w klubie Spójnia Stargard. 

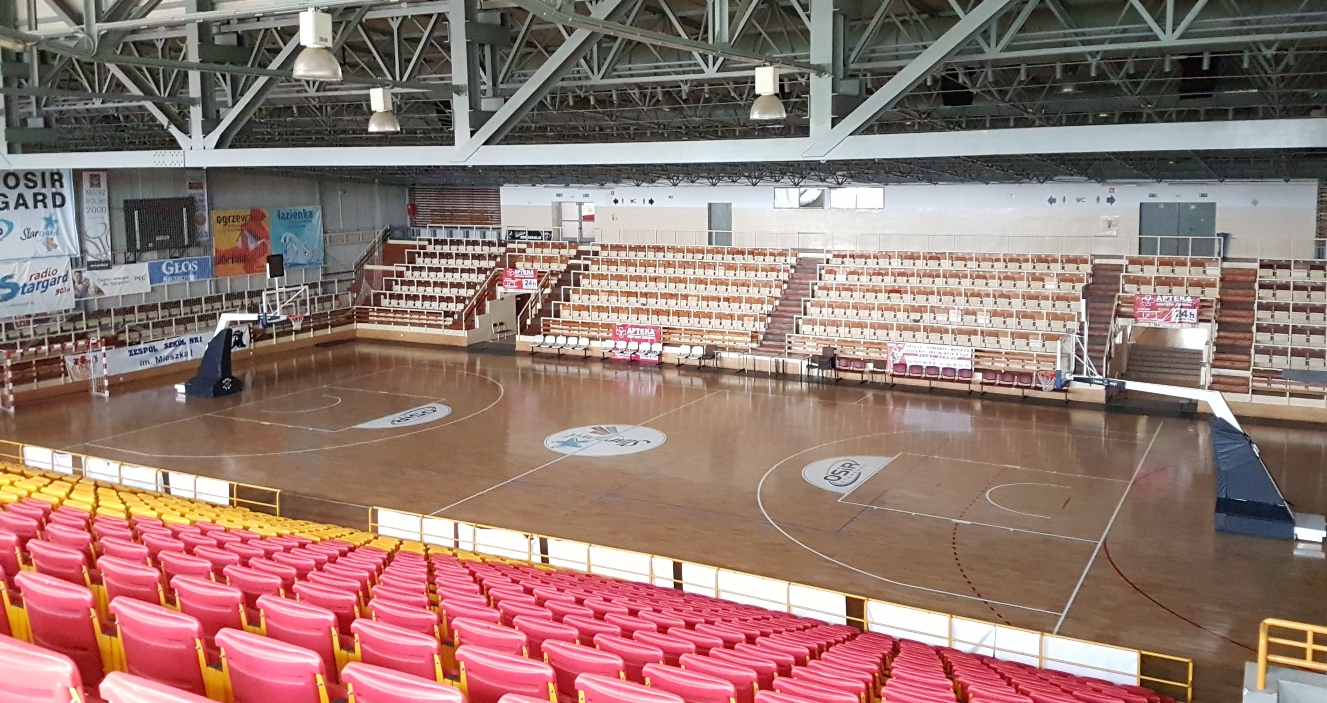
Ridijus Steponavičius zadebiutował w stargardzkiej hali sportowej w 1990

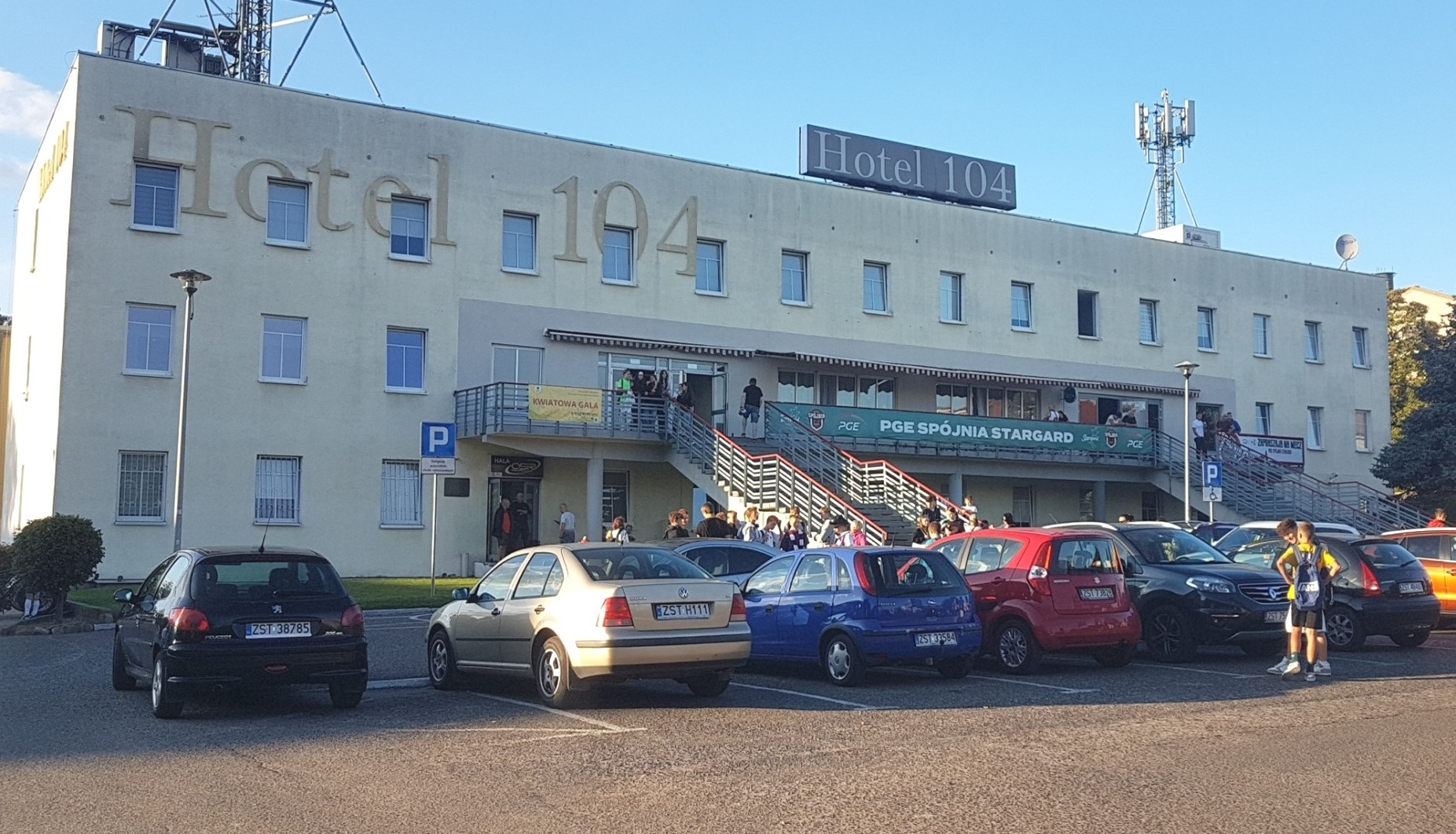
Hala OSiR i Hotel 104 (2023)

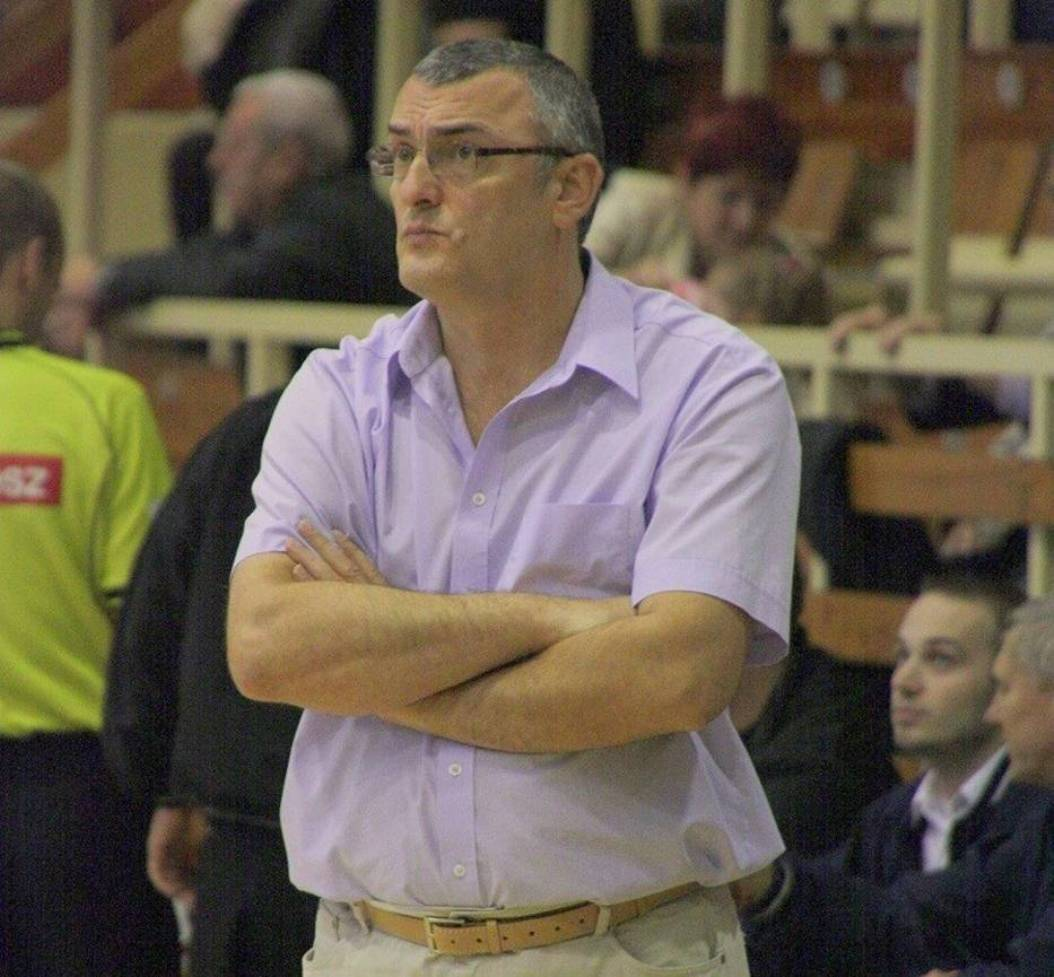
Grzegorz Chodkiewicz był trenerem Ridijusa Steponavičiusa w Spójni Stargard w latach (1991;1992-1994)

W 1991 został zawodnikiem Wisły Kraków, gdzie rozegrał 22 mecze. W 1992 powrócił do stargardzkiego I ligowego zespołu z którym w 1994 awansował do ekstraklasy (PLK). Podczas swojej kariery sportowej w stargardzkim zespole rozegrał 89 meczów, zdobył 1221 punktów. W sumie grając w Polsce w rozgrywkach I ligi i PLK zanotował 111 spotkań i zdobył 1514 punktów. W 1994 w wieku 29 lat powrócił na Litwę, gdzie grał w litewskiej profesjonalnej lidze (najwyższy szczebel) koszykówki LKL w zespole BC Szawle (LKL), a następnie w Panevezys Techasas (LKL). Ridijus Steponavicius 16 lutego 1996 ustanowił swój rekord życiowy w zdobytych punktach w lidze litewskiej, gdzie zdobył 19 punktów w przegranym przez Panevezys Techasas meczu wyjazdowym z Siauliai. Statystycznie miał 6 zbiórek, 2 asysty, 2 przechwyty, trafił 1/1 z dwóch, 5/6 z trzech, trafiając 85,7% rzutów z gry i zanotował 2/2 z linii rzutów wolnych.

## Historyczne składy Ridijusa Steponavičiusa
Ridijus Steponavičius zadebiutował w stargardzkim zespole w 1990. 

### Sezon 1991/1992 (I liga)
Ridijus Steponavičius w sezonie 1991/1992 grał w Spójni Stargard z następującymi zawodnikami :
| Nr | Poz. | Nar.   | Nazwisko i imię        | Data urodzenia | Wzrost | Masa ciała |
| -- | ---- | ------ | ---------------------- | -------------- | ------ | ---------- |
| 4  | S/C  | Polska | Bartosz, Mariusz       | 1962           | 200 cm |            |
| 7  | S    | Polska | Cieliński, Marek       | 1969-04-25     | 197 cm |            |
| ?  | O    | Polska | Jóźwiak, Jacek         | 1964           | 196 cm |            |
| 5  | G/F  | Polska | Koziorowicz, Krzysztof | 1957-03-24     | 181 cm |            |
| 9  | S    | Polska | Matyga, Ireneusz       | 1966           | 198 cm |            |
|    | PG   | Polska | Miłek, Waldemar        | 1965           | 189 cm |            |
| 13 | S    | Litwa  | Steponavičius, Ridijus | 1966-02-07     | 196 cm |            |
| 2  | S    | Litwa  | Legus, Valdas          | 1966           | ? cm   |            |
| 8  | R    | Polska | Purwiniecki, Ireneusz  | 1963-06-29     | 188 cm |            |
| 14 | R    | Polska | Szczerbala, Robert     | 1971-01-9      | 172 cm |            |
| 6  | S    | Polska | Śpiewak, Grzegorz      | 1973-03-15     | 192 cm |            |

Trener:  Grzegorz Chodkiewicz
 Asystenci: Mieczysław Major
- kierownik drużyny:Ryszard Pasikowski

### Sezon 1992/1993 (I liga)
Ridijus Steponavičius w sezonie 1992/1993 rozpoczął rozgrywki w I lidze grając w składzie:

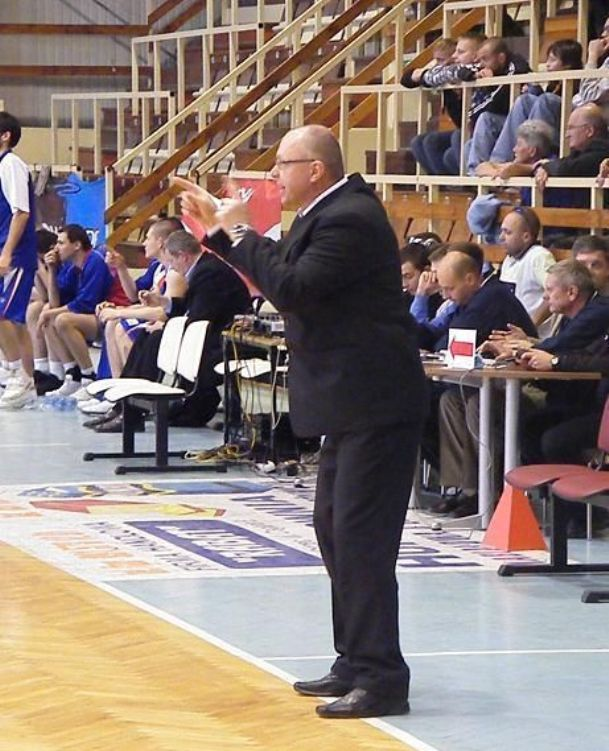
Mieczysław Major był II trenerem Ridijusa Steponavičiusa

| Nr | Poz. | Nar.   | Nazwisko i imię        | Data urodzenia | Wzrost | Masa ciała |
| -- | ---- | ------ | ---------------------- | -------------- | ------ | ---------- |
| 4  | S/C  | Polska | Bartosz, Mariusz       | 1962           | 200 cm |            |
| ?  | C    | Polska | Bigus, Rafał           | 1976-07-12     | 215 cm |            |
| 3  | S    | Litwa  | Steponavičius, Ridijus | 1966-02-07     | 196 cm |            |
| 15 | C    | Litwa  | Birutis, Sigitas       | 1965-10-13     | 205 cm |            |
| 8  | R    | Polska | Purwiniecki, Ireneusz  | 1963-06-29     | 188 cm |            |
| 14 | R    | Polska | Szczerbala, Robert     | 1971-01-9      | 172 cm |            |
| 10 | S/C  | Polska | Molenda, Andrzej       | 1975-02-07     | 203 cm |            |
| 6  | S    | Polska | Śpiewak, Grzegorz      | 1973-03-15     | 192 cm |            |
| 7  | S    | Polska | Cieliński, Marek       | 1969-04-25     | 197 cm |            |
| 5  | R    | Polska | Dubij, Wiesław         | 1970-10-06     | 185 cm |            |
| 9  | S    | Polska | Matyga, Ireneusz       | 1966           | 198 cm |            |

Trener:  Grzegorz Chodkiewicz
 Asystenci: Mieczysław Major

### Sezon 1993/1994 (wejście do PLK )

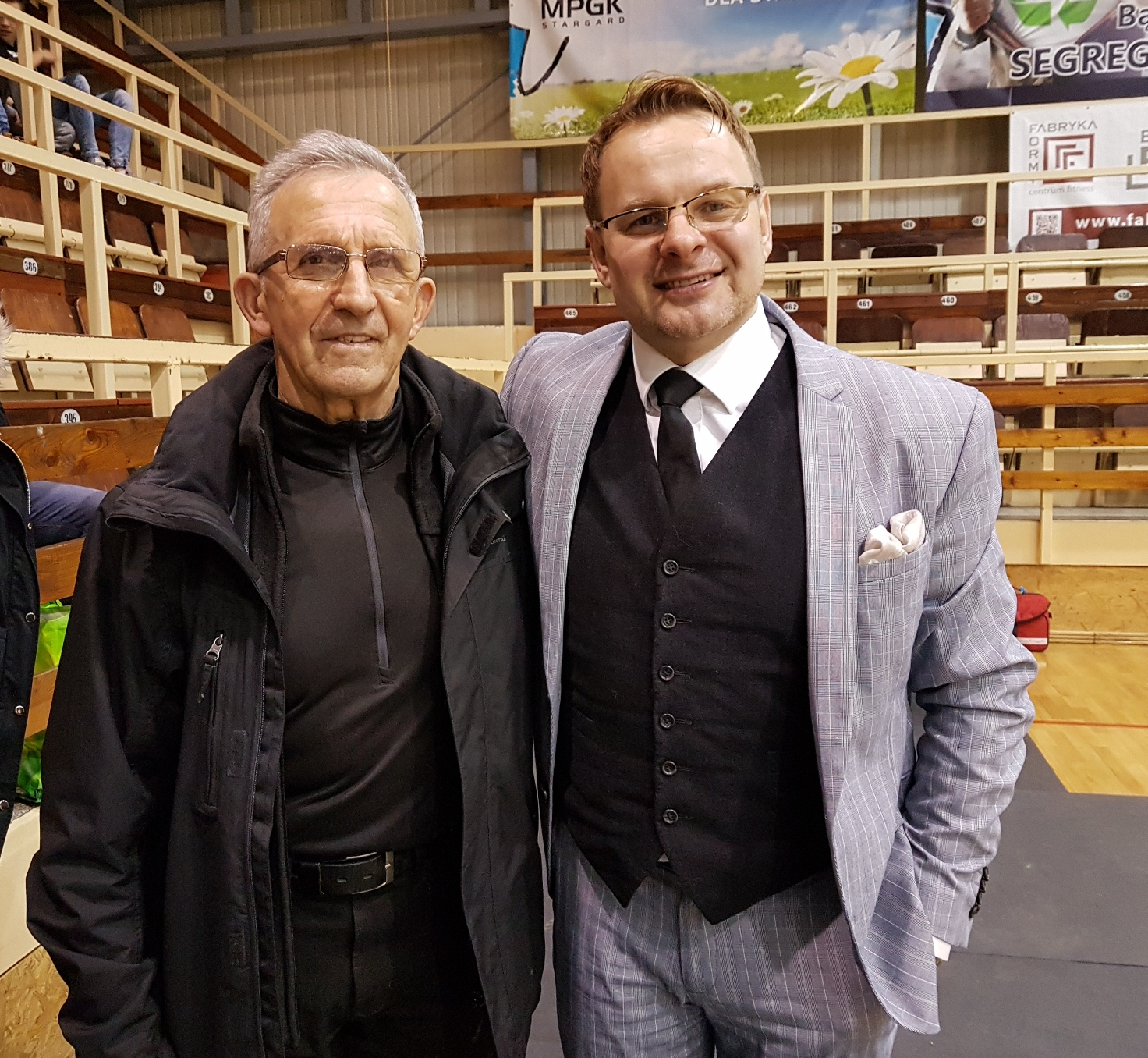
Ryszard Janik był III trenerem Ridijusa Steponavičiusa, a grał m.in. z Robertem Szczerbalą

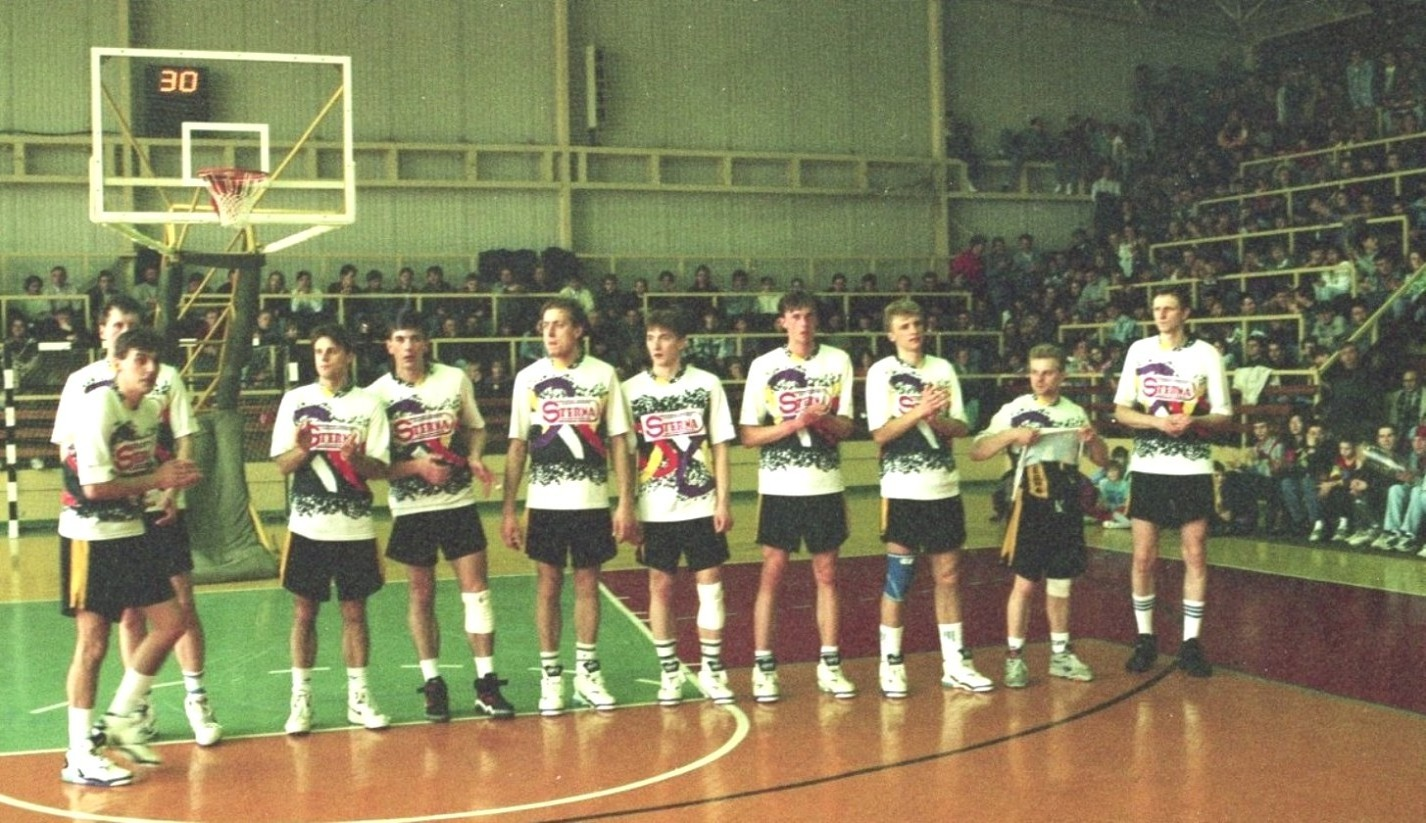
Ridijus Steponavičius (P3) – Spójnia Sterna Stargard (27.03.1994)

Ridijus Steponavičius grał w sezonie 1993/1994 w LKS Spójnia-Sterna, która rozpoczęła rozgrywki w I lidze, w marcu 1994 wraz z drużyną awansował do PLK (ekstraklasa) i grał w składzie:
| Nr | Poz. | Nar.   | Nazwisko i imię           | Data urodzenia | Wzrost | Masa ciała |
| -- | ---- | ------ | ------------------------- | -------------- | ------ | ---------- |
| 8  | R    | Polska | Purwiniecki, Ireneusz     | 1963-06-29     | 188 cm |            |
| 7  | S    | Polska | Cieliński, Marek          | 1969-04-25     | 197 cm |            |
| 5  | R    | Polska | Dubij, Wiesław            | 1970-10-06     | 185 cm |            |
| 10 | S/C  | Polska | Molenda, Andrzej          | 1975-02-07     | 203 cm |            |
| 4  | S/C  | Polska | Bartosz, Mariusz          | 1962           | 200 cm |            |
| 9  | S    | Polska | Matyga, Ireneusz          | 1966           | 198 cm |            |
| 14 | R    | Polska | Szczerbala, Robert        | 1971-01-9      | 172 cm |            |
| 6  | S    | Polska | Śpiewak, Grzegorz         | 1973-03-15     | 192 cm |            |
| 11 | S    | Polska | Korczyk, Bartosz          | 1975           | 198 cm |            |
| 12 | S    | Polska | Wieczorkiewicz, Sylwester | ?              | ? cm   |            |
| 14 | S    | Polska | Wypart, Robert            | ?              | ? cm   |            |
| 15 | C    | Litwa  | Birutis, Sigitas          | 1965-10-13     | 205 cm |            |
| 3  | S    | Litwa  | Steponavičius, Ridijus    | 1966-02-07     | 196 cm |            |

Trener:  Grzegorz Chodkiewicz
 Asystenci: Mieczysław Major

### Sezon 1994/1995 (PLK)
Ridijus Steponavičius w sezonie 1994/1995 rozpoczął rozgrywki w (PLK) (ekstraklasa) w Komforcie Stargard, po czym w trakcie sezonu powrócił na Litwę, gdzie grał w zespole BC Szawle (LKL).

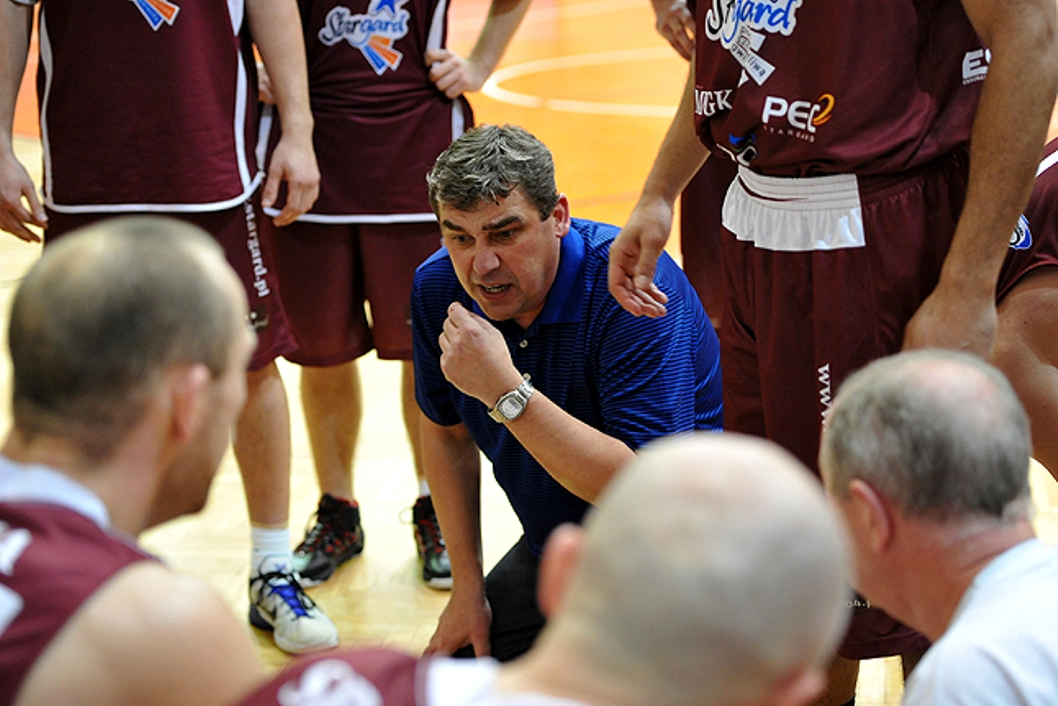
Ridijus Steponavičius grał m.in. z Ireneuszem Purwinieckim (2013)

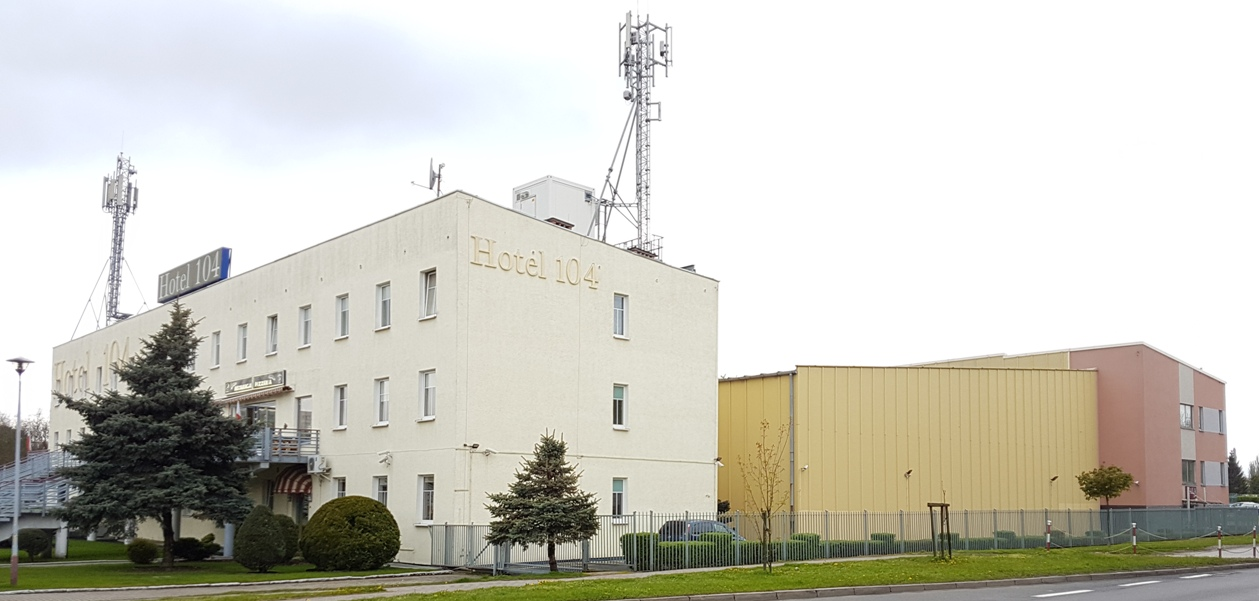
Ridijus Steponavičius ostatni sezon w stargardzkiej hali zagrał w 1994

Skład z lat 1994/1995:
| Nr | Poz. | Nar.              | Nazwisko i imię        | Data urodzenia | Wzrost | Masa ciała |
| -- | ---- | ----------------- | ---------------------- | -------------- | ------ | ---------- |
| 8  | C    | Stany Zjednoczone | Eggleston, Martin      | 1967-01-27     | 209 cm |            |
| ?  | S    | Stany Zjednoczone | Tomas, Tyrone          | 1968-10-05     | 195 cm |            |
| 4  | S    | Polska            | Dubicki, Jarosław      | 1966-01-20     | 185 cm |            |
| 7  | S    | Polska            | Cieliński, Marek       | 1969-04-25     | 197 cm |            |
| 3  | S    | Litwa             | Steponavičius, Ridijus | 1966-02-07     | 196 cm |            |
| 14 | R    | Polska            | Szczerbala, Robert     | 1971-01-9      | 172 cm |            |
| 12 | C    | Polska            | Ignatowicz, Piotr      | 1975-02-7      | 198 cm |            |
| 8  | R    | Polska            | Purwiniecki, Ireneusz  | 1963-06-29     | 188 cm |            |
| 5  | R    | Polska            | Dubij, Wiesław         | 1970-10-06     | 185 cm |            |
| 10 | S/C  | Polska            | Molenda, Andrzej       | 1975-02-07     | 203 cm |            |
| 9  | S    | Polska            | Matyga, Ireneusz       | 1966           | 198 cm |            |
| 6  | S    | Polska            | Śpiewak, Grzegorz      | 1973-03-15     | 191 cm |            |

Trener:  Grzegorz Chodkiewicz
 Asystenci: Mieczysław Major